# Чемпіонат світу з шосейно-кільцевих мотоперегонів 1950
Чемпіонат світу з шосейно-кільцевих мотоперегонів сезону 1950 року — 2-й сезон змагань із шосейно-кільцевих мотоперегонів серії MotoGP, що проводився під егідою Міжнародної мотоциклетної федерації (FIM). Як і попередній, складався із 6 Гран-Прі, у яких проходили змагання у 5 класах: 500cc, 350cc, 250cc, 125cc та 600cc на мотоциклах з колясками. Почався 10 червня з гонки Isle of Man TT, закінчився 10 вересня гонкою Гран-Прі Націй.
| Номінація | 500cc           | 500cc    | 350cc      | 350cc     | 250cc           | 250cc      | 125cc                  | 125cc     | 600cc з колясками         | 600cc з колясками |
| Номінація | Гонщик          | Виробник | Гонщик     | Виробник  | Гонщик          | Виробник   | Гонщик                 | Виробник  | Гонщик                    | Виробник          |
| --------- | --------------- | -------- | ---------- | --------- | --------------- | ---------- | ---------------------- | --------- | ------------------------- | ----------------- |
| І місце   | Умберто Мазетті | Norton   | Боб Фостер | Velocette | Даріо Амброзіні | Benelli    | Бруно Руффо            | Mondial   | Е.Олівер/Л.Добеллі        | Norton            |
| ІІ місце  | Джеф Дюк        | Gilera   | Джеф Дюк   | Norton    | Моріс Кан       | Moto Guzzi | Дж. Леоні та К.Уббіалі | Morini    | Е.Фріджеріо/Е.Рікотті     | Gilera            |
| ІІІ місце | Леслі Грем      | AJS      | Леслі Грем | AJS       | Фергус Андерсон | Velocette  |                        | MV Agusta | Г.Хальдеман/Дж. Альбіссер | FN                |

## Етапи Гран-Прі
Чемпіонат складався із 6 етапів, усі відбувались у Європі. В порівнянні з попереднім сезоном в календарі залишились ті ж етапи в тій же послідовності, лише Гран-Прі Бельгії та Гран-Прі Швейцарії поміняли місцями. Гран-Прі Швейцарії було перенесено з траси Бремгартен у Женеву.
| Раунд | Дата       | Гран-Прі              | Автомотодром                     | Переможці     | Переможці       | Переможці  | Переможці       | Переможці         | Звіт |
| Раунд | Дата       | Гран-Прі              | Автомотодром                     | 125cc         | 250cc           | 350cc      | 500cc           | 600cc з колясками | Звіт |
| ----- | ---------- | --------------------- | -------------------------------- | ------------- | --------------- | ---------- | --------------- | ----------------- | ---- |
| 1     | 10 червня  | Isle of Man TT1       | Snaefell Mountain Course, Дуглас |               | Даріо Амброзіні | Арті Белл  | Джеф Дюк        |                   | Звіт |
| 2     | 2 липня    | Гран-Прі Бельгії      | Спа-Франкоршам, Спа              |               |                 | Боб Фостер | Умберто Мазетті | Олівер/Добеллі    | Звіт |
| 3     | 8 липня    | Гран-Прі Нідерландів1 | Ассен, Ассен                     | Бруно Руффо   |                 | Боб Фостер | Умберто Мазетті |                   | Звіт |
| 4     | 23 липня   | Гран-Прі Швейцарії    | Женева                           |               | Даріо Амброзіні | Леслі Грем | Леслі Грем      | Олівер/Добеллі    | Звіт |
| 5     | 18 серпня  | Гран-Прі Ольстеру     | Кладі, Антрім                    | Карло Уббіалі | Моріс Кан       | Боб Фостер | Джеф Дюк        |                   | Звіт |
| 6     | 10 вересня | Гран-Прі Націй        | Монца, Монца                     | Джанні Леоні  | Даріо Амброзіні | Джеф Дюк   | Джеф Дюк        | Олівер/Добеллі    | Звіт |

Примітки:
1. ↑  — гонка відбувалася в суботу.

## Нарахування очок
Система нарахування очок в порівнянні з попереднім сезоном була дещо зміненою: очки нараховувались першим 6 гонщикам, замість 5; за найшвидше коло очки не нараховувались. У класах 125cc та 600cc з коляскою в загальний залік гонщика враховувались результати всіх гонок сезону; у класі 250cc враховувались результати 3 найкращих гонок спортсмена, тоді як у класах 350cc та 500cc зараховувались результати найкращих 4 гонок спортсмена.
| Місце | 1 | 2 | 3 | 4 | 5 | 6 | ≥7 |
| Очки  | 8 | 6 | 4 | 3 | 2 | 1 | 0  |

## 500cc

### Залік гонщиків
| М  | Гонщик           | Мотоцикл      | МЕН | БЕЛ | НІД | ШВЦ | ОЛЬ  | НАЦ | Очки    |
| -- | ---------------- | ------------- | --- | --- | --- | --- | ---- | --- | ------- |
| 1  | Умберто Мазетті  | Gilera        |     | 1   | 1   | 2   | 6    | 2   | 28 (29) |
| 2  | Джеф Дюк         | Norton        | 1   | Нф  | Нф  | 4   | 1    | 1   | 27      |
| 3  | Леслі Грем       | AJS Porcupine | 4   | Нф  | Нф  | 1   | 2    | 7   | 17      |
| 4  | Нелло Пагані     | Gilera        |     | 2   | 2   | 10  | 7    | Нф  | 12      |
| 5  | Карло Бандірола  | Gilera        |     | 4   | 4   | 3   | Нф   | Нф  | 12      |
| 6  | Джонні Локкет    | Norton        | 3   | Нф  | Нф  | 6   | 3    | 8   | 9       |
| 7  | Арті Белл        | Norton        | 2   | Нф  |     |     |      |     | 6       |
| 8  | Аркізо Артезіані | MV Agusta     |     | 5   | Нф  | 12  |      | 3   | 6       |
| 9  | Гаррі Хінтон     | Norton        | 10  | 6   | 3   | Нф  | Дскв |     | 5       |
| 10 | Тед Френд        | AJS           | 15  | 3   | Нф  | Нф  | Нф   | 11  | 4       |
| 11 | Діккі Дейл       | Norton        | 7   | 9   | Нф  |     | 4    | 6   | 4       |
| 12 | Гарольд Деніел   | Norton        | 5   | Нф  | Нф  | 5   | Дскв | 10  | 4       |
| 13 | Альфредо Мілані  | Gilera        |     |     |     | Нф  |      | 4   | 3       |
| 14 | Ерік МакФерсон   | AJS/Norton    | 14  | Нф  | 5   |     |      |     | 2       |
| 15 | Джок Вест        | AJS           |     |     |     |     | 5    |     | 2       |
| 16 | Сід Єнсен        | Triumph/AJS   | Нф  | 12  | 6   | Нф  |      |     | 1       |
| 17 | Рег Армстронг    | Velocette     | 6   | 8   |     |     |      | Нф  | 1       |
| М  | Гонщик           | Мотоцикл      | МЕН | БЕЛ | НІД | ШВЦ | ОЛЬ  | НАЦ | Очки    |

| Колір      | Результат                           |
| ---------- | ----------------------------------- |
| Золотий    | Переможець                          |
| Срібний    | 2-е місце                           |
| Бронзовий  | 3-є місце                           |
| Зелений    | Фініш в очковій зоні                |
| Синій      | Фініш без очок                      |
| Синій      | Не класифікувався (Нк)              |
| Пурпуровий | Не фінішував (Нф)                   |
| Червоний   | Не кваліфікувався (Нкв)             |
| Червоний   | Попередньо не кваліфікувався (Пнкв) |
| Чорний     | Дискваліфікований (Дскв)            |
| Білий      | Не стартував (Нс)                   |
| Білий      | Знятий (Зн)                         |
| Білий      | Гонка скасована (X)                 |
| Білий      | Не брав участі                      |
| Білий      | Виключений (EX)                     |

Примітка:
Потовщеним шрифтом виділені результати гонщика, який стартував з поулу;

Курсивним шрифтом позначені результати гонщиків, які показали найшвидше коло.

### Залік виробників
У залік виробників враховувався результат одного найкращого гонщика виробника.
| М | Конструктор | МЕН | БЕЛ | НІД | ШВЦ | ОЛЬ | НАЦ | Очки    |
| - | ----------- | --- | --- | --- | --- | --- | --- | ------- |
| 1 | Norton      | 1   | 6   | 3   | 4   | 1   | 1   | 28 (32) |
| 2 | Gilera      | –   | 1   | 1   | 2   | 6   | 2   | 28 (29) |
| 3 | AJS         | 4   | 3   | 5   | 1   | 2   | —   | 21      |
| 4 | MV Agusta   | –   | 5   | 9   | 8   | –   | 3   | 6       |
| 5 | Triumph     | 13  | 12  | 6   | Нф  | Нф  | –   | 1       |
|   | Velocette   | 6   | 7   | 9   | 7   | Нф  | 15  | 1       |